# Japania ovi
Japania ovi är en stekelart som beskrevs av Alexandre Arsène Girault 1911. Japania ovi ingår i släktet Japania och familjen hårstrimsteklar. Inga underarter finns listade i Catalogue of Life.